# Arlene Howell
Arlene Howell (ur. 25 października 1935 w Bossier City) – amerykańska aktorka telewizyjna i Miss USA z 1958.
Howell jest pierwszą Miss Luizjany, która zwyciężyła w konkursie Miss USA. Została ukoronowana w Long Beach (California) w lipcu 1958. W tym samym roku została delegatką na Miss Universe i była 3. wicemiss.